# Das zweite Mal
Das zweite Mal ist ein Film von Mimmo Calopresti aus dem Jahr 1995. Der Film erzählt die Geschichte von zwei Menschen, die sich auf Grund ihrer Vergangenheit kaum näherkommen können.

## Handlung
Der Wirtschaftsprofessor Alberto Sajevo lebt ein zurückgezogenes Leben in Turin. Er hat einen Anschlag der Roten Brigaden überlebt. Die Kugel steckt aber immer noch in seinem Kopf. Eines Tages begegnet er zufällig Lisa Venturi. Sie hat damals auf ihn geschossen. Jetzt sitzt Lisa eine lange Gefängnisstrafe ab. Als Freigängerin arbeitet sie jedoch tagsüber in einer Firma im Büro. Langsam beginnen die beiden sich für den jeweils anderen zu interessieren, aber wirklich verstehen und akzeptieren können sie sich nicht, denn ihre Geschichte steht ihnen im Weg.

## Auszeichnungen
David di Donatello 1996 für die Beste Hauptdarstellerin Valeria Bruni Tedeschi und die Beste Nebendarstellerin Marina Confalone
Nastro d’Argento 1996 für die Besten Produzenten Nanni Moretti und Angelo Barbagallo
Chicago International Film Festival für den Besten Ersten Spielfilm Mimmo Calopresti

## Kritik
„Dokumentarfilmer Mimmo Calopresti gelang mit seinem Spielfilmdebüt ein kraftvolles und intensives Psychodrama mit vielen sozialkritischen Momenten, in dem Nanni Moretti als Opfer des italienischen Terrorismus der Achtzigerjahre seine ehemalige Peinigerin verfolgt.“

„Ein mit Charme und Intelligenz gestalteter Erstlingsfilm, der sein komplexes Thema glaubwürdig bewältigt. Genau in der Beschreibung des sozialen Umfelds und hervorragend gespielt, besitzt der Film ein hohes Maß an Intensität und menschlicher Wärme.“